# Hsinbyume-Pagode

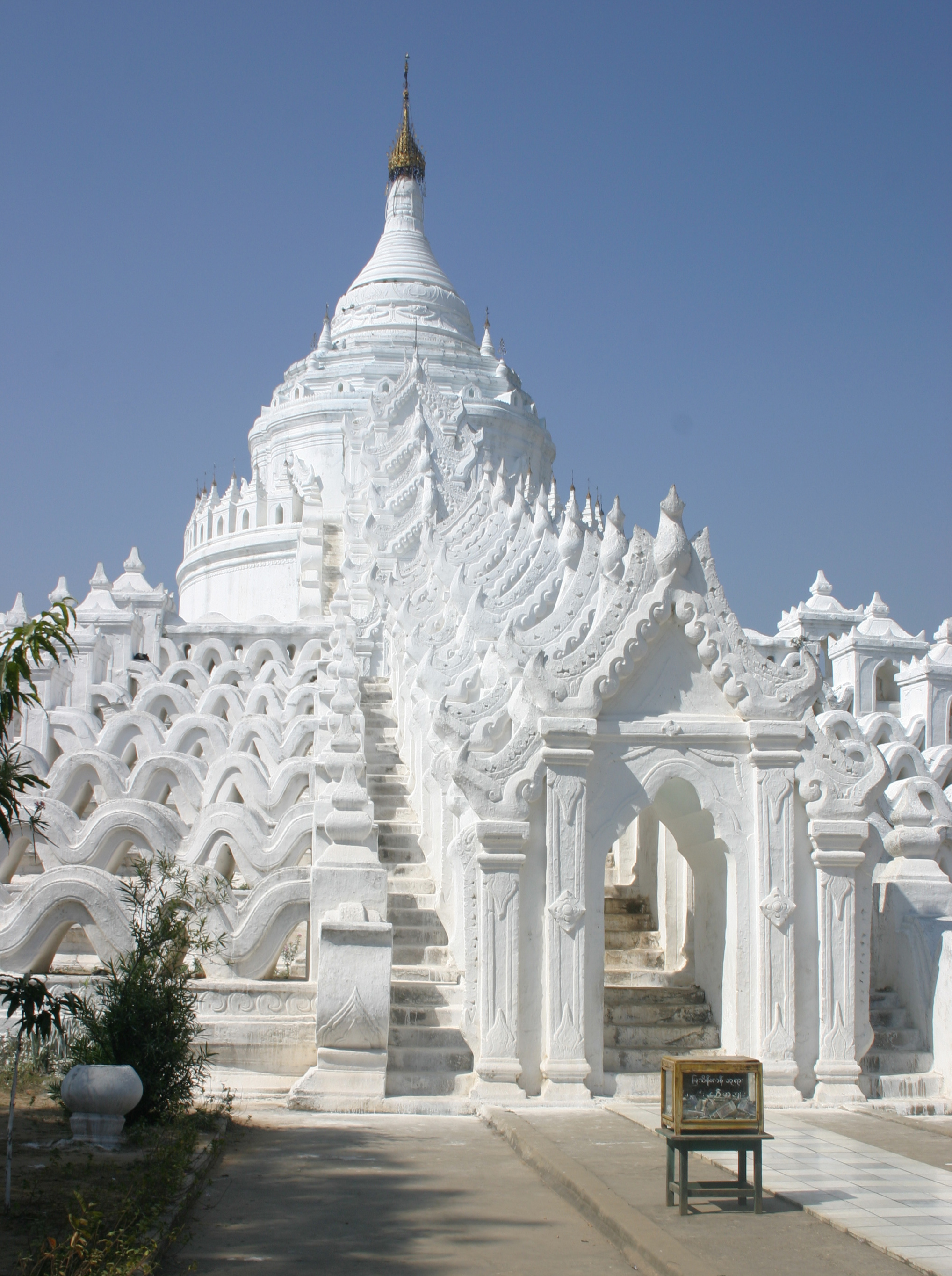
Die Hsinbyume-Pagode in Mingun (Myanmar)

Die Hsinbyume-Pagode (birmanisch ဆင်ဖြူမယ် စေတီ; BGN/PCGN: sinbyumè sedi), auch Myatheindaw-Pagode genannt, ist ein buddhistisches Heiligtum in Mingun (Myanmar). König Bagyidaw ließ sie 1816, drei Jahre vor seiner Inthronisation, für seine verstorbene Lieblingsgemahlin Hsinbyume errichten. Die Erdbebenschäden von 1838 ließ König Mindon 1874 beheben.
Die Pagode symbolisiert den mythischen Berg Meru, das Zentrum der Welt. Sieben mit Wellen geschmückte Terrassen stellen die sieben Meere dar, von denen nach buddhistischer Vorstellung der Berg Meru umgeben ist. Nats, Dämonen, Monster und Nagas sind zur Bewachung in Nischen auf den einzelnen Ebenen des Bauwerks aufgestellt. Über die sieben Terrassen führen Treppen hinauf zu einem Plateau mit dem zentralen Stupa, der den Sulamani-Palast, den Sitz des Himmelsgottes Indra, darstellt. Weitere steile Treppen leiten zu einem Umgang, von dem aus man die Cella mit der Buddhastatue betritt. Bis dahin hat man zwölf gestaffelte Tore mit reich geschmückten Giebeln durchquert, sieben beim Aufstieg über die Terrassen und fünf weitere beim Aufstieg zur Cella.